# Dannenfels
Dannenfels település Németországban, Rajna-vidék-Pfalz tartományban. Lakosainak száma 896 fő (2023. december 31.).

## Népesség
A település népességének változása:
| Lakosok száma | 868  | 900  | 846  | 850  | 842  | 842  | 865  | 868  | 896  |
|               | 1975 | 2010 | 2015 | 2017 | 2018 | 2019 | 2021 | 2022 | 2023 |